# Exelmans (Métro Paris)
Der U-Bahnhof Exelmans ist eine unterirdische Station der Linie 9 der Pariser Métro.

## Lage
Die Station befindet sich im Quartier d’Auteuil des 16. Arrondissements von Paris. Sie liegt längs unter der Rue Michel-Ange in Höhe deren Kreuzung mit dem Boulevard Exelmans.

## Name
Den Namen gibt der Boulevard Exelmans. Der Brigadegeneral Rémy-Isidore Exelmans (1775–1852) war an den Schlachten bei Preußisch Eylau und bei Ligny beteiligt. Beim Gefecht bei Rocquencourt besiegte er am 1. Juli 1815 einen Teil des preußischen Heeres. 1851 wurde er von Napoleon III. zum Marschall von Frankreich ernannt.

## Geschichte und Beschreibung
Die Station wurde am 8. November 1922 eröffnet. An jenem Tag ging der 3,5 km lange erste Abschnitt der Linie 9 von Trocadéro bis Exelmans in Betrieb. Bis zum 29. September 1923 war die Station südwestlicher Endpunkt der Linie.
Sie wurde von der Bahngesellschaft CMP errichtet und ist 75 m lang. Die beiden Gleise und die Seitenbahnsteige liegen unter weiß gefliesten, elliptischen Gewölben, die Seitenwände folgen deren Krümmung.
Die zwei Zugänge liegen an der Südseite des Boulevard Exelmans beiderseits der Rue Michel-Ange. Sie sind durch von Adolphe Dervaux im Stil des Art déco entworfene Kandelaber markiert.

## Fahrzeuge
Die Linie 9 wird mit konventionellen Fahrzeugen betrieben, die auf Stahlschienen verkehren. Zunächst verkehrten Züge der Bauart Sprague-Thomson, die dort ihr letztes Einsatzgebiet hatten. 1983 kam die Baureihe MF 67 auf die Strecke. Seit Oktober 2013 kam zunehmend die Baureihe MF 01 zum Einsatz, am 14. Dezember 2016 verkehrte der letzte MF-67-Zug auf der Linie 9.

## Umgebung
In der Nähe befindet sich das Rugby- und Fußballstadion Parc des Princes.